# Weissia lurida
Weissia lurida là một loài rêu trong họ Pottiaceae. Loài này được (Hornsch.) Mitt. mô tả khoa học đầu tiên năm 1869.